# Claude Roch
Pour les articles homonymes, voir Roch.
Claude Roch, né le 9 août 1945 à Port-Valais, est une personnalité politique suisse, membre du Parti radical-démocratique, puis du Parti libéral-radical après la fusion des partis radicaux et libéraux.

## Biographie
Ancien élève du collège de de Saint-Maurice, Claude Roch est licencié HEC et ancien directeur des finances chez Nestlé. Il est vice-président, de 1976 à 1980, puis président, de 1980 à 2001, de la commune de Port-Valais.
Élu conseiller d’État du Valais en 2001, il prend en charge le Département de l'éducation, de la culture et du sport. Réélu en 2005 et 2009, il préside le Conseil d'État du 1er mai 2005 au 30 avril 2006, puis à nouveau du 1er mai 2009 au 30 avril 2010. Il préside également le Conseil du Léman en 2002 et 2003.

## Littérature
- Claude Roch im Walliser Staatsrat (2001 – 2013). 12 Jahre im Dienste des DEKS: Bilanz und Ausblick. In: Kanton Wallis, 2013 (PDF).